# Centro Cristiano
Centro Cristiano - Por una Alemania según los mandamientos de DIOS (en alemán: Christliche Mitte - Für ein Deutschland nach GOTTES Geboten) es un movimiento alemán de inspiración cristiana fundamentalista. Fue fundado en 1988 como partido político nacional-conservador por exmiembros del Partido de Centro.
Se definía como partido que representaba los valores cristianos y que abogaba por una alineación de todos los sectores de la sociedad "en virtud de la ley moral cristiana de acuerdo con los mandamientos de Dios".
Nunca logró representación ni en el parlamento nacional ni en los de los estados que constituyen la República Federal de Alemania. En febrero de 2016 declaró haber decidido ya no presentarse en elecciones.
"Nos hemos transformado en una unión política. Queremos seguir contribuir como antes a la formación de la opinión política, al concentrar nuestras fuerzas y nuestras finanzas más fuertemente por una Alemania cristiana. Seguimos luchando por una cultura de guía que sea cristiana y basada en los Diez Mandamientos de Dios. Ustedes nos ayuden a actuar sobre la conciencia, ordenando y distribuyendo nuestros folletos y periódico, nuestras Biblias, medallas marianas o modelos de embriones, mientras que rezan por nosotros. Por una Alemania cristiana y una Europa cristiana!"

## Resultados electorales

### Elecciones federales
| Resultados | Resultados                                    | Resultados                                    | Resultados |
| Año        | Votos                                         | Porcentaje                                    |            |
| ---------- | --------------------------------------------- | --------------------------------------------- | ---------- |
| 1990       | 36.446                                        | 0,08 %                                        |            |
| 1994       | 19.887                                        | 0,04 %                                        |            |
| 1998       | 23.619                                        | 0,05 %                                        |            |
| 2002       | 15.440                                        | 0,03 %                                        |            |
| 2005       | solo candidatos directos (1.011 votos; 0,0 %) | solo candidatos directos (1.011 votos; 0,0 %) |            |
| 2009       | 6.826                                         | 0,02 %                                        |            |
| 2013       | no participó                                  | no participó                                  |            |